# Premio Guldbagge per il miglior attore non protagonista

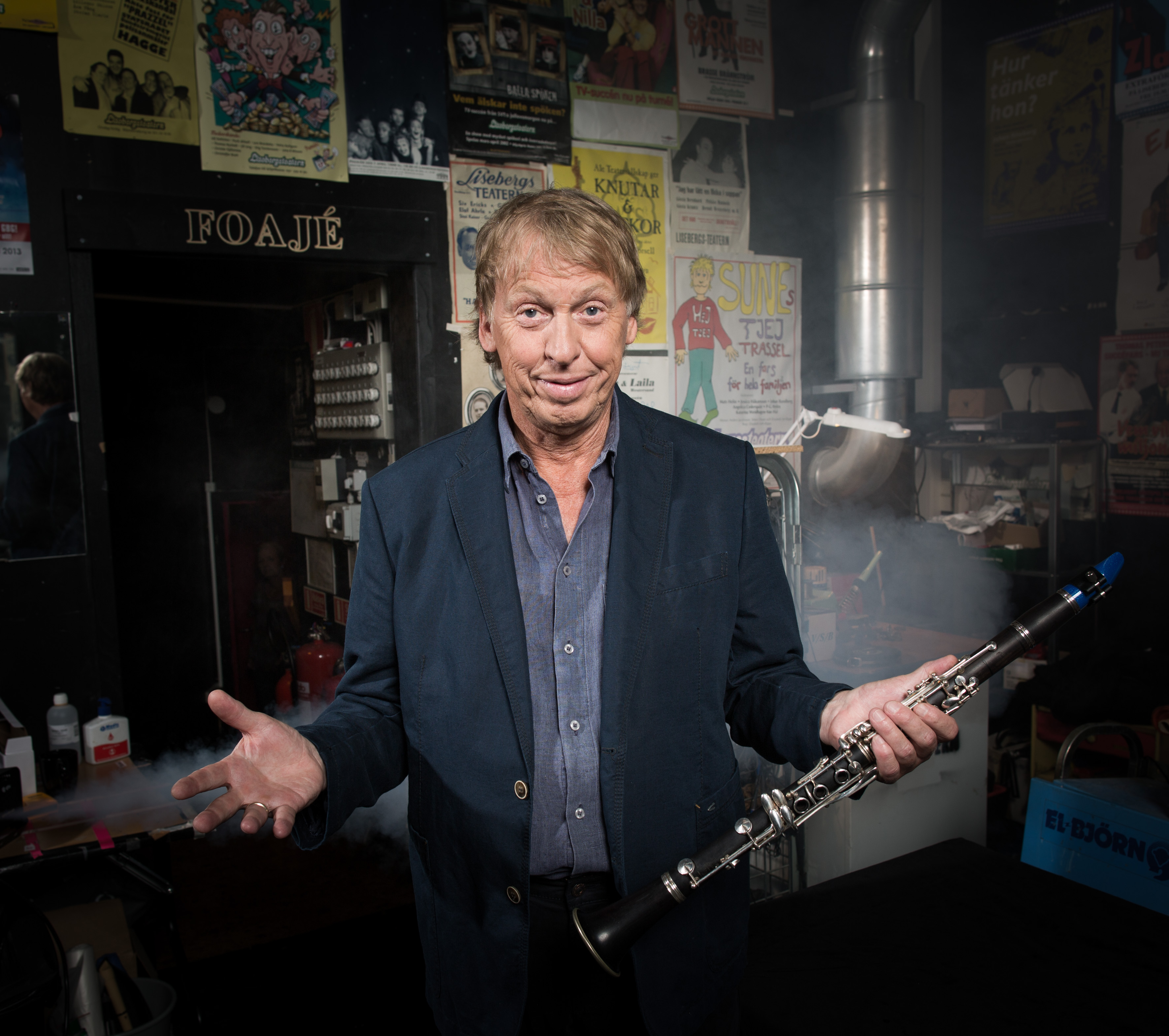
Tomas von Brömssen è stato il primo vincitore del premio.

Il Premio Guldbagge per il miglior attore non protagonista (Guldbaggen för bästa manliga biroll) è un premio assegnato annualmente dal 1995 nell'ambito del premio svedese di cinematografia Guldbagge al miglior attore di supporto dell'anno di produzione nazionale.

## Albo d'oro
I vincitori sono indicati in grassetto, a seguire gli altri candidati.

### Anni 1990-2000
- 1995: - Tomas von Brömssen - Passioni proibite (Lust och fägring stor)
  - Jonas Karlsson - 30:e november
  - Thommy Berggren - Stora och små män
- 1996: - Lennart Jähkel - Jägarna
  - Reine Brynolfsson - Jerusalem
  - Sven-Bertil Taube - Jerusalem
- 1997: - Emil Forselius - Tic Tac
  - Jacob Ericksson - Adam & Eva
  - Krister Henriksson - Slutspel
- 1998: - Thommy Berggren - Glasblåsarns barn
  - Johan Widerberg - Sotto il sole (Under solen)
  - Ralph Carlsson - Fucking Åmål - Il coraggio di amare (Fucking Åmål)
- 1999: - Shanti Roney - Vägen ut
  - Peter Andersson - Noll tolerans
  - Dan Ekborg - Tomten är far till alla barnen

### Anni 2000-2009
- 2000 - Said Oveissi - Vingar av glas
  - Brasse Brännström - Gossip
  - Michael Nyqvist - Together (Tillsammans)
- 2001: - Brasse Brännström - Deadline
  - Anders Ahlbom - Leva livet
  - Shanti Roney - Beck – Hämndens pris
- 2002: - Göran Ragnerstam - Suxxess
  - Alexander Skarsgård - Hundtricket – The Movie
  - Lennart Jähkel - Suxxess
- 2003: - Ingvar Hirdwall - Alle prime luci dell'alba (Om jag vänder mig om)
  - Gösta Ekman - Skenbart – En film om tåg
  - Gustaf Skarsgård - Evil - Il ribelle (Ondskan)
- 2004: - Ulf Brunnberg - Fyra nyanser av brunt
  - Joakim Lindblad - L'amore non basta mai (Masjävlar)
  - Lennart Jähkel - As It Is in Heaven (Så som i himmelen)
- 2005: - Magnus Krepper - Mun mot mun
  - Börje Ahlstedt - Il ritorno di Buffalo Bill (Percy, Buffalo Bill och jag)
  - Michael Nyqvist - Due madri per Eero (Äideistä parhain)
- 2006: - Anders Ahlbom - Wallander
  - Peter Engman - Racconti da Stoccolma (När mörkret faller)
  - David Johnson - Falkenberg Farewell
- 2007: - Hassan Brijany - Ett öga rött
  - Nicolaj Schröder - Hata Göteborg
  - Dan Ekborg - Se upp för dårarna
- 2008: - Jesper Christensen - Maria Larssons eviga ögonblick
  - Torkel Petersson - Patrik 1,5
  - Per Ragnar - Lasciami entrare (Låt den rätte komma in)
- 2009: - Kjell Bergqvist - Bröllopsfotografen
  - Joel Kinnaman - Johan Falk – Gruppen för särskilda insatser
  - Sven-Bertil Taube - Uomini che odiano le donne (Män som hatar kvinnor)

### Anni 2010-2019
- 2010: - Peter Dalle - Himlen är oskyldigt blå
  - Ville Virtanen - Beyond (Svinalängorna)
  - David Dencik - Cornelis
- 2011: - Jan Josef Liefers - Simon och ekarna
  - Johan Widerberg - Happy End
  - Peter Andersson - Happy End
- 2012: - Peter Carlberg - Avalon
  - Milan Dragisic - Äta sova dö
  - Fares Fares - Snabba Cash II
- 2013: - Sverrir Gudnason - Monica Z
  - Kjell Bergqvist - Monica Z
  - David Dencik - Hotell
- 2014: - Kristofer Hivju - Forza maggiore (Turist)
  - Peter Andersson - Flugparken
  - Sverrir Gudnason - Gentlemen
- 2015: - Mats Blomgren - Efterskalv
  - Isaka Sawadogo - Det vita folket
  - Henrik Dorsin - Flocken
- 2016: - Michael Nyqvist - Den allvarsamma leken
  - Henrik Dorsin - Flykten till framtiden
  - Iwar Wiklander - Il centenario che saltò dalla finestra e scomparve (Hundraåringen som klev ut genom fönstret och försvann)
  - Johan Kylén - Jätten
- 2017: - Stellan Skarsgård - Borg McEnroe
  - Shia LaBeouf - Borg McEnroe
  - Yaser Maher - Omicidio al Cairo (The Nile Hilton Incident)
  - Przemyslaw Sadowski- Jordgubbslandet
- 2018: - Eero Milonoff - Border - Creature di confine (Gräns)
  - Jens Albinus - X & Y
  - Fredrik Hallgren - Sune vs. Sune
  - Henrik Rafaelsen - Unga Astrid
- 2019: - David Dencik - Quick
  - Tomas von Brömssen - Sune - Best Man
  - Ulf Stenberg - Fraemling
  - Bachi Valishvili - And Then We Danced (Da chven vitsekvet)

### Anni 2020-2029
- 2020: - Ahmad Fadel - Ghabe
  - Sverrir Gudnason - Charter
  - Erik Johansson - Orca
  - Ville Virtanen - Den längsta dagen
- 2021: - Jonay Pineda Skallak - Vinterviken
  - Filip Berg - Sagan om Karl-Bertil Jonssons julafton
  - Daniel Castañeda Rincón - Clara Sola
  - Magnus Krepper - Vinterviken
- 2022: - Zlatko Burić - Triangle of Sadness
  - Håkan Bengtsson - Zlatan (Jag är Zlatan)
  - Fares Fares - La cospirazione del Cairo (Boy from Heaven)
  - Sten Ljunggren - Bränn alla mina brev
- 2023: - Christopher Wagelin - Syndabocken
  - Peter Haber - En dag kommer allt det här bli ditt
  - Henrik Norlén - Dogborn
  - Johan Ulveson - Ett sista race
- 2024: - David Fukamachi Regnfors - Hypnosen
  - Jonas Karlsson - Jönssonligan kommer tillbaka
  - Magnus Krepper - Jakt
  - Oscar Skagerberg - Ur mörkret